# Slate
Slate – magazyn internetowy zajmujący się bieżącymi wydarzeniami oraz kulturą, wydawany od 1996 roku. Twórcą pisma jest były redaktor czasopisma „New Republic” Micheal Kinsley. 
Początkowo magazyn był częścią MSN, lecz 21 grudnia 2004 został sprzedany The Washington Post Company.
Serwis jest aktualizowany codziennie, a od 1999 roku można z niego korzystać bezpłatnie.